# Black Diam's
Les Black Diam's sont une équipe de patinage synchronisé basée à Compiègne, qualifiée pour cinq championnats du monde entre 2006 et 2014.

## Historique
L'équipe est fondée en 2001 à Compiègne et se lance en compétition en 2002. Compiègne obtient ensuite le statut de pôle national pour la danse sur glace synchronisée. L'équipe junior s'entraîne alors 15 heures par semaine et bénéficie d'horaires aménagés au lycée Mireille Grenet de Compiègne. En 2015, le pôle entraîne désormais une équipe senior.
En 2012, deux garçons font partie de l'équipe envoyée aux Championnats du monde. Le 2 mars 2014, l'équipe junior, composée de 19 filles et un garçon tous adolescents, remporte les championnats de France et se qualifie pour les championnats du monde.

## Palmarès
- 2003 :  Championnats de France[1]
- 2005 :  Championnats de France[1]

- 2006 :  Coupe de France[5],  Championnats de France[1]
- 2007 :  Championnats de France[1]
- 2008 :  Championnats de France[1]
- 2009 :  Championnats de France[1]
- 2010 :  Championnats de France[1]
- 2011 :  Championnats de France[1]
- 2012 :  Championnats de France[1]
- 2013 :  Championnats de France[1]
- 2014 :  Championnats de France[2]
- 2015 :  Championnats de France[1]
- 2017 :  Championnats de France[1]